# Tadeusz Mazowiecki
Tadeusz Mazowiecki (Płock, 18 de abril de 1927 — Varsóvia, 28 de outubro de 2013) foi um autor, jornalista e político polonês. Intelectual cristão, foi um dos principais opositores ao regime da República Popular da Polônia, antigo membro do sindicato Solidarność e primeiro-ministro da Polônia.

## Solidariedade e a queda do comunismo
Em agosto de 1980, ele chefiou o Conselho de Peritos, que apoiava os trabalhadores de Gdańsk que estavam negociando com as autoridades. Desde 1981, ele foi o editor-chefe da revista semanal Tygodnik Solidarność. Depois que a lei marcial foi declarada em dezembro de 1981, ele foi preso.
Foi um dos últimos presos a ser libertado em 23 de dezembro de 1982. Em 1987, passou um ano no exterior, durante o qual conversou com políticos e representantes sindicais. Ele acreditava firmemente no processo de tomada de poder do governante Partido dos Trabalhadores Unidos da Polônia por meio de negociações e, portanto, desempenhou um papel ativo nas conversas da mesa redonda polonesa, tornando-se um dos mais importantes arquitetos do acordo pelo qual eleições parcialmente livres foram realizadas em 4 de junho de 1989. Enquanto os comunistas e seus satélites tinham garantida a maioria na legislatura, o Solidarność conquistou todas as cadeiras disputadas em um deslizamento de terra histórico.
Os comunistas haviam planejado originalmente que o Solidarność fosse um parceiro menor no governo seguinte. No entanto, o Solidariedade virou o jogo contra os comunistas, persuadindo os dois partidos satélites dos comunistas a mudar seu apoio para o Solidariedade. Isso forçaria o presidente comunista Wojciech Jaruzelski a nomear um membro do Solidariedade como primeiro-ministro, chefiando o primeiro governo em 45 anos que não era dominado por comunistas. Em uma reunião em 17 de agosto de 1989, Jaruzelski finalmente concordou com Lech Wałęsa a exigência de escolher um membro do Solidariedade como o próximo primeiro-ministro. Walesa escolheu Mazowiecki como candidato do Solidariedade para liderar o próximo governo. Em 21 de agosto de 1989, o general Jaruzelski nomeou formalmente Mazowiecki como primeiro-ministro designado. Em 24 de agosto de 1989, ele ganhou um voto de confiança no Sejm. Assim, ele se tornou o primeiro primeiro-ministro polonês em 43 anos que não era comunista ou companheiro de viagem, bem como o primeiro primeiro-ministro não comunista de um país do Leste Europeu em mais de 40 anos.

## Primeiro Ministro
Em 13 de setembro de 1989, durante seu discurso parlamentar apresentando seu novo gabinete e programa de governo para aprovação parlamentar, Mazowiecki teve uma crise de tontura que exigiu uma pausa de uma hora nos procedimentos. No entanto, o governo foi aprovado por 402 votos a 0, com 13 abstenções. O governo de Mazowiecki conseguiu realizar muitas reformas fundamentais em um curto período. O sistema político mudou completamente; foi introduzida uma gama completa de liberdades civis, bem como um sistema multipartidário, e o emblema e o nome do país foram alterados (de República Popular da Polônia para República da Polônia). Em 29 de dezembro de 1989, as mudanças fundamentais na Constituição polonesa foram feitas. Em virtude dessas mudanças, o preâmbulo foi eliminado, os capítulos relativos às formas políticas e econômicas de governo foram modificados, os capítulos relativos aos sindicatos foram reescritos e uma noção uniforme de posse foi introduzida.
Mazowiecki usou a enorme popularidade e credibilidade do movimento Solidarność para transformar a economia polonesa por um conjunto de profundas reformas políticas e econômicas. Mais conhecido pelo nome de Plano Balcerowicz em homenagem ao ministro das finanças de Mazowiecki, Leszek Balcerowicz, as reformas permitiram a transformação da economia polonesa de uma economia planejada centralmente para uma economia de mercado. As reformas prepararam o terreno para medidas de contenção da hiperinflação, introdução de mecanismos de livre mercado e privatização de empresas estatais, casas e terras. O plano resultou na redução da inflação e do déficit orçamentário, ao mesmo tempo em que aumentou o desemprego e piorou a situação financeira dos membros mais pobres da sociedade. Em 1989, em seu primeiro discurso parlamentar na Sejm, Mazowiecki falou sobre uma "linha grossa" (gruba linia): "Nós traçamos uma linha grossa sobre o que aconteceu no passado. Responderemos apenas pelo que fizemos para ajudar a Polônia para resgatá-la dessa crise a partir de agora". Originalmente, como explica Mazowiecki, significava a isenção de responsabilidade de seu governo por danos causados à economia nacional por governos anteriores.